# Dictature militaire d'Augusto Pinochet
1973–1990
La dictature militaire d'Augusto Pinochet gouverna le Chili pendant seize ans, du coup d'État du 11 septembre 1973 jusqu'au 11 mars 1990, à la suite du référendum de 1988.
Cette période de dictature militaire commença quand les commandants des forces armées et de la police renversèrent par un coup d'État le gouvernement du président démocratiquement élu Salvador Allende, et se termina par un référendum révocatoire perdu par Augusto Pinochet qui, au bout d'une brève transition, permit la restauration de la démocratie le 11 mars 1990. 
Le régime autoritaire et conservateur qui gouverna le Chili, sous la présidence du commandant des forces armées, le général Augusto Pinochet, est connu pour ses multiples atteintes aux droits de l'homme (plus de 3 200 morts et « disparus », autour de 38 000 personnes torturées, plusieurs centaines de milliers d'exilés) et pour sa politique économique de privatisations - fréquemment qualifiée de néolibérale - menée par les « Chicago Boys », inspirés par les conceptions économiques développées par Milton Friedman. Il est aussi à l'origine de la constitution chilienne de 1980, qui a depuis été largement modifiée, en supprimant ses « enclaves autoritaires » en 1989 et surtout en 2005,. 
Dans la vie politique interne du Chili, les partisans du coup d'État et de la junte font référence à cette période sous le nom de « gouvernement militaire » alors que les opposants désignent cette période sous le terme de dictature militaire. La commission Vérité et réconciliation (rapport Rettig) utilise celui de régime militaire,. Le rapport Valech parle entre autres de « régime dictatorial ». Il y a eu des exécutions sanglantes et des tortures systématiques.

## Le coup d'État du 11 septembre 1973

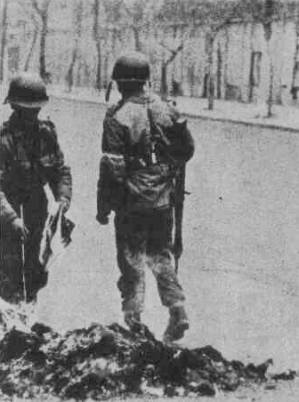
Soldats chiliens brûlant des livres de gauche en 1974

Le coup d'État du 11 septembre 1973 a été mené par une junte militaire, dirigée par un conseil de quatre officiers. Il y a tout d'abord le général Augusto Pinochet, chef de l'armée de terre (30 000 hommes), rallié in extremis aux putschistes. Puis le général Gustavo Leigh Guzmán, général en chef de l'armée de l'air (9 000 hommes). Ensuite l'amiral José Toribio Merino Castro, commandant en chef de la marine (15 000 hommes). Et enfin le général César Mendoza, quatrième officier commandant des carabineros (30 000 hommes). 

### Contexte
Ce coup d'État eut lieu dans un contexte international marqué par la guerre froide et dans un climat interne propice à la guerre civile, marqué par une polarisation politique extrême et une crise économique et sociale. 
Sur le plan international, la politique chilienne du gouvernement de l'Unidad Popular avait été marquée par le rapprochement avec Cuba et l'ouverture vers l'URSS provoquant le mécontentement des États-Unis, hostiles à Salvador Allende avant même son entrée en fonction. 
Sur le plan économique, une crise économique « dévastatrice » sévit depuis 1972. Selon l'historienne Verónica Valdivia Ortiz de Zárate, « l'opposition cherche à miner l'autorité présidentielle, à générer un contexte de chaos économique ». 
Sur le plan politique, la situation s'est encore dégradée en 1973. À gauche, après la surenchère de Carlos Altamirano, le secrétaire général du Parti socialiste, Salvador Allende est déstabilisé et en vient à asseoir son pouvoir davantage sur le Parti communiste, plus stable. Quand Allende s’oppose à toute dérive par rapport à l’ordre institutionnel et constitutionnel, Altamirano se rapproche du Mouvement de gauche révolutionnaire (MIR) pour tenter de favoriser une rébellion dans la marine contre les officiers militaires suspectés de préparer un coup d'État. À droite, le Parti national et le Parti démocrate-chrétien du Chili ont fait alliance au sein de la Confédération démocratique, qui remporte les élections législatives de mars 1973 sans disposer toutefois de la majorité constitutionnelle pour forcer Allende à la démission. Dans les rues, les milices d'extrême-droite frappent le pavé avec celles d'extrême-gauche. En juin 1973, une tentative de coup d'État, le Tanquetazo, échoue grâce notamment au loyalisme de Carlos Prats, général en chef des armées chiliennes et de son commandant en second, le général Augusto Pinochet. Mais en juillet, Altamirano incite les travailleurs des cordons industriels à s’armer et à former des milices populaires, rejetant tout accord avec la Démocratie chrétienne, qualifié de parti réactionnaire et contre-révolutionnaire, mais plutôt, selon ses propos, appelle à l'armement des « ouvriers, paysans, gens des bidonvilles et les jeunes […] comme classe et comme révolutionnaires » afin de sauver le gouvernement. En août, la majorité parlementaire, hostile au gouvernement demande lors d'un vote, l'intervention des institutions civiles et militaires pour que le gouvernement change de politique.

### Déroulement du coup d'État

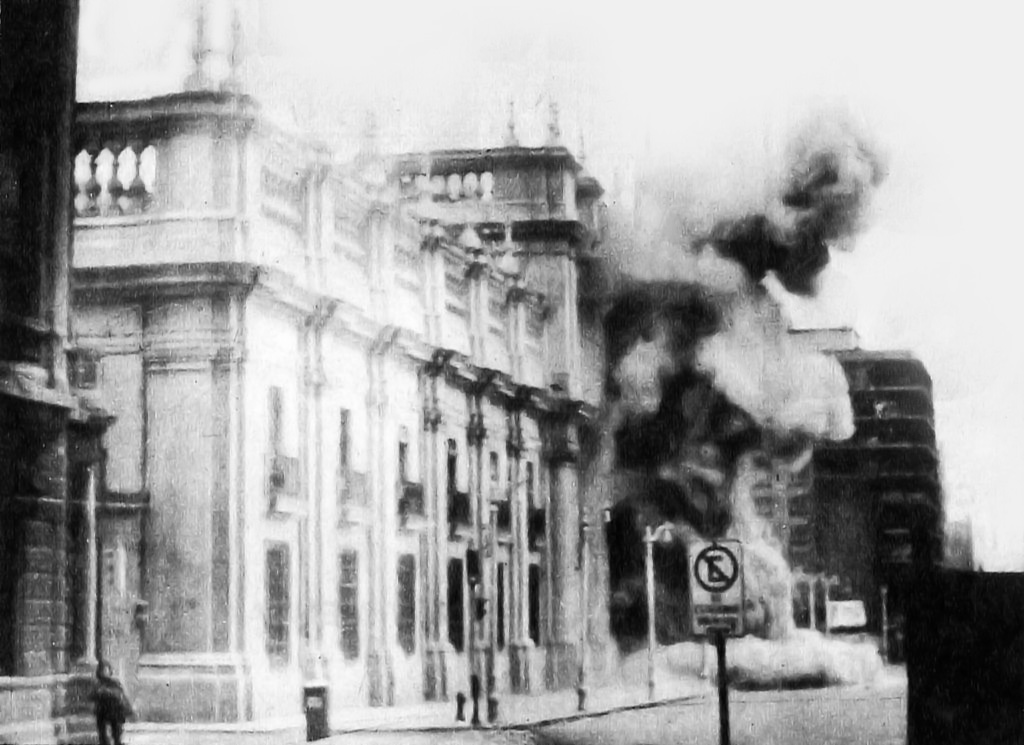
L'attaque contre le palais de la Moneda le 11 septembre 1973

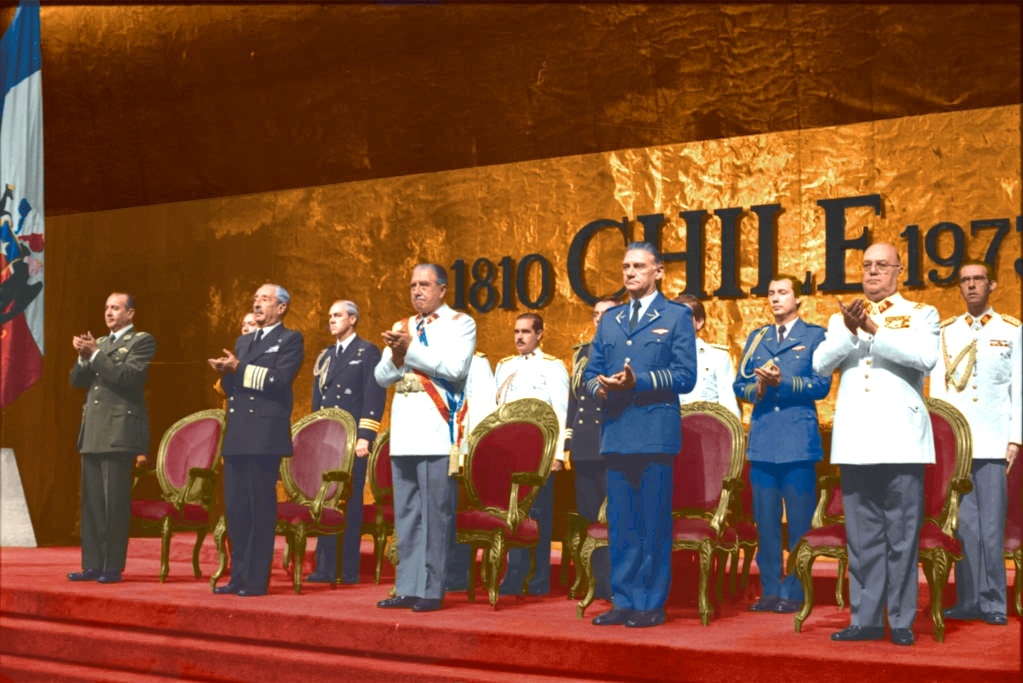
Le gouvernement de la junte militaire au grand complet avec César Mendoza, José Toribio Merino, Augusto Pinochet, Fernando Matthei et Humberto Gordon

Carlos Altamirano, le chef du parti socialiste chilien avait été averti d’un possible coup d'État de la part de la Marine et avait prononcé un discours incendiaire invitant le Chili à devenir un second Viêt Nam héroïque. Le 7 septembre, Pinochet avait été convaincu par le général Leigh et l'amiral Merino de se joindre aux putschistes. Le général César Mendoza, commandant-adjoint des carabiniers, contacté par Leigh le 10 septembre, était le quatrième membre du complot militaire.
Le coup d'État a commencé dans la nuit du 10 au 11 septembre 1973. 
En septembre 1973, comme chaque année, l'US Navy et la marine chilienne organisaient des manœuvres communes. Les troupes d'infanteries de marine passèrent ainsi la journée du 10 septembre 1973 avec 4 navires de la Navy au large de Valparaíso. De retour dans la soirée du 10 septembre dans la cité portuaire, les troupes d'infanteries chiliennes commencèrent à couper les communications, s'emparant de la ville dès 3 heures du matin, sans coup férir.
À 6 h du matin, le 11 septembre 1973, l'opération militaire s'étendait à tout le pays et se réalisait sans résistance importante à l'exception de Santiago. Gustavo Leigh, le gestateur du coup d’État, était le premier des chefs des forces armées à signer le document qui formalisait le putsch. À 9 h du matin, le palais de la Moneda où était arrivé dès 7 h le président Allende, était assiégé par l'armée de terre. Le vice-amiral Patricio Carvajal lui proposa alors par téléphone un sauf-conduit pour quitter le Chili sain et sauf avec sa famille. Mais il refusa, convaincu que c'était un piège, ce qui était effectivement le cas. Il fit néanmoins évacuer sa famille et le personnel et se retrancha dans le palais présidentiel, avec 42 de ses gardes du corps, déclarant être prêt à mourir les armes à la main.
Peu avant midi, depuis son quartier général à Las Condes, Leigh ordonna de bombarder le palais de la Moneda. Deux chasseurs de l’armée de l'air bombardèrent le palais présidentiel à coups de roquettes avant que celui-ci fût investi par les chars. 
Peu après 14 h, Salvador Allende fut retrouvé mort. Il s’était suicidé à l'aide d'une arme automatique. Il avait répondu quelques heures plus tôt au téléphone à l’un des putschistes : « Le président de la République élu par le peuple ne se rend pas ».
Alors que les démocrates chrétiens et les conservateurs s'attendent à ce que le pouvoir leur soit remis, la junte militaire décide de conserver les commandes du pays, dissout le parlement, et établit une dictature militaire.

## Les 17 années de régime militaire

### Les atteintes aux droits de l'Homme

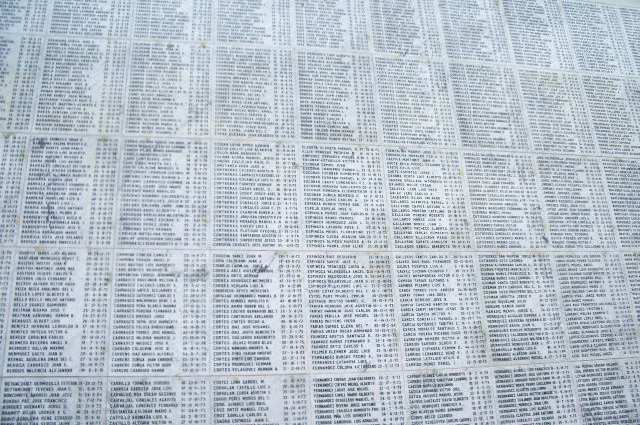
Mémorial en hommage aux victimes assassinées par la dictature militaire chilienne, entre 1973 et 1990 : une partie des noms des militants politiques exécutés.

Dans les trois jours suivant le coup d'État, plus de deux cents personnes sont assassinées par les militaires aux ordres des putschistes. La majorité des dirigeants du gouvernement de l’Unité Populaire et autres dirigeants de la Gauche sont arrêtés. Des milliers d’opposants sont parqués au stade de Santiago, de très nombreux prisonniers sont torturés, d'autres « disparaissent » (ils sont assassinés et leurs corps sont dissimulés). Des camps de concentration sont organisés à la hâte : en décembre 1973, ils renferment 18 000 prisonniers. 
Résolument anti-marxiste, le général Leigh apparait alors comme le membre le plus impitoyable de la junte, promettant d'« éradiquer le cancer marxiste ». C'est sous ses ordres que les forces aériennes procèdent d'abord à l'épuration au sein de ses rangs des opposants au coup d'État puis aux interrogatoires contre certains de ses plus hauts gradés comme le général Alberto Bachelet. 
La Villa Grimaldi, l'Estadio Chile, Cuatro Álamos sont utilisés comme camps de détention et de torture, de même que le site de la société d’extraction de salpêtre Oficina Salitrera Chacabuco, l’île Dawson en Patagonie, le port de Pisagua, le bateau-école Esmeralda et la colonie Dignidad. La junte confie également au général Sergio Arellano Stark la mission de traquer les militants de l'Unidad Popular et du MIR figurant sur une liste préétablie. À la tête d'une caravane de la mort qui parcourut le Chili du nord au sud du 30 septembre au 22 octobre 1973, Stark ordonne l'exécution d'au moins 72 militants de l'UP et du MIR et la torture sur une dizaine d'autres. 
L'usage de la torture sur les opposants était institutionnalisé. Les tortures pratiquées comprenaient : l'usage de rats, torture par électricité, torture par l'eau, privation d'eau et de nourriture pendant plusieurs jours, viols, tortures psychologiques (tortures et viols de sa famille devant le prisonnier, humiliations diverses, privation de sommeil). Certains étaient pendus par les pieds. Les prisonniers étaient également régulièrement frappés, et souvent drogués. Certains détenus étaient jetés dans la mer depuis des hélicoptères, après qu'on leur eut ouvert l'estomac au couteau (pour empêcher les corps de flotter). Au sein des centres de torture, les cellules font parfois 70 centimètres de large, certains détenus sont placés au milieu de cadavres. Des mineures sont torturées nues, et pendues par les poignets.
La grève est passible de la peine de mort dans certains secteurs. Parallèlement à cette répression, les libertés publiques sont supprimées, la liberté de la presse est abolie et toute activité politique est suspendue. Les responsables politiques locaux et l’ensemble des maires sont destitués, leurs remplaçants étant nommés par la junte. 
À la suite du coup d'État, de nombreux artistes sont arrêtés, torturés, assassinés (comme Víctor Jara). La maison de Pablo Neruda est pillée par les militaires. Des groupes de musique s'exilent, comme Los Jaivas, et leur musique ne peut être distribuée au Chili que clandestinement. La production cinématographique s'écroule, et les principaux réalisateurs s'exilent (comme Raúl Ruiz). Les principaux écrivains sont également emprisonnés ou contraints à l'exil (comme Luis Sepúlveda et Isabel Allende), alors que tout ce qui est littérature de gauche est brûlée dans les rues. Pendant l’ensemble de la période de la dictature, « des centaines de milliers de livres furent confisqués et détruits ».
La dictature militaire met au pas les universités : des étudiants sont arbitrairement exclus des universités, des professeurs sont arrêtés, expulsés, torturés ou fusillés. Des militaires sont nommés à la tête de toutes les universités.
En 1974, Manuel Contreras est chargé de diriger la DINA, une police politique qui recourt aux disparitions et aux assassinats, notamment à l'étranger dans le cadre du plan Condor. Rassemblant six régimes militaires d’Amérique du Sud (Chili, Argentine, Bolivie, Brésil, Paraguay, Uruguay), le plan Condor, initié en 1975 à l'initiative du Général Rivero, un officier des services secrets argentins[réf. incomplète], est une entente qui permet de traquer et d’assassiner les dissidents et les opposants aux différents régimes dictatoriaux d'Amérique du Sud. Les Chiliens visés par les opérations du plan Condor sont non seulement des partisans de l'Unidad Popular et du MIR mais aussi d'anciens ministres ou militaires opposés au coup d'État comme le général Carlos Prats, assassiné en septembre 1974 à Buenos Aires, ou Orlando Letelier, assassiné aux États-Unis en 1976. 
En 1975, le meurtre de 119 opposants, principalement du MIR, en Argentine, est maquillé par la DINA en règlements de comptes internes: c'est l'opération Colombo. L'année suivante, la DINA décapite à deux reprises la direction clandestine du Parti communiste du Chili (PCC), lors de l'opération Calle Conferencia. Les détenus sont torturés, tandis qu'on teste sur eux le gaz sarin mis au point par le chimiste Eugenio Berrios (en). Les corps sont ensuite jetés à la mer lors des vols de la mort ; le pilote personnel de Pinochet, le brigadier Antonio Palomo Contreras, qui avait piloté un hélicoptère Puma lors de la caravane de la mort, est mis à contribution.

#### Le plébiscite de 1978
En janvier 1978, à la suite d'une nouvelle condamnation de la dictature par l'ONU pour non-respect des droits de l'Homme, la junte organise un plébiscite. Le scrutin est décidé en quelques jours, et le décret appelant au vote est publié seulement la veille du scrutin. Le texte soumis au suffrage était le suivant : « Face à l'agression internationale lancée contre le gouvernement de notre patrie, j'appuie le général Pinochet dans sa défense de la dignité du Chili, et je réaffirme la légitimité du gouvernement de la République à diriger souverainement le processus d'institutionnalisation du pays. » Dans un contexte marqué par l'interdiction de l'opposition, le gouvernement affirme avoir reçu 75 % des voix en sa faveur, chiffre auquel « personne ne croit »,. Ces résultats sont sujets à caution en l'absence de registre électoral.
Le 19 avril 1978, des lois d'amnistie sont promulguées, garantissant l'impunité contre les poursuites judiciaires aux auteurs de crimes et exactions liés au coup d'État, commis entre le 11 septembre 1973 et le 10 mars 1978, à l'exception de l'assassinat de l'ancien ministre Orlando Letelier. Plusieurs camps sont fermés et un grand nombre de prisonniers, comme le communiste Luis Corvalan sont libérés. La répression est alors en nette régression par rapport aux années précédentes, alors qu'une commission d'enquête de l'ONU constate une amélioration réelle en matière de droits de l'Homme. 

#### Bilan humain

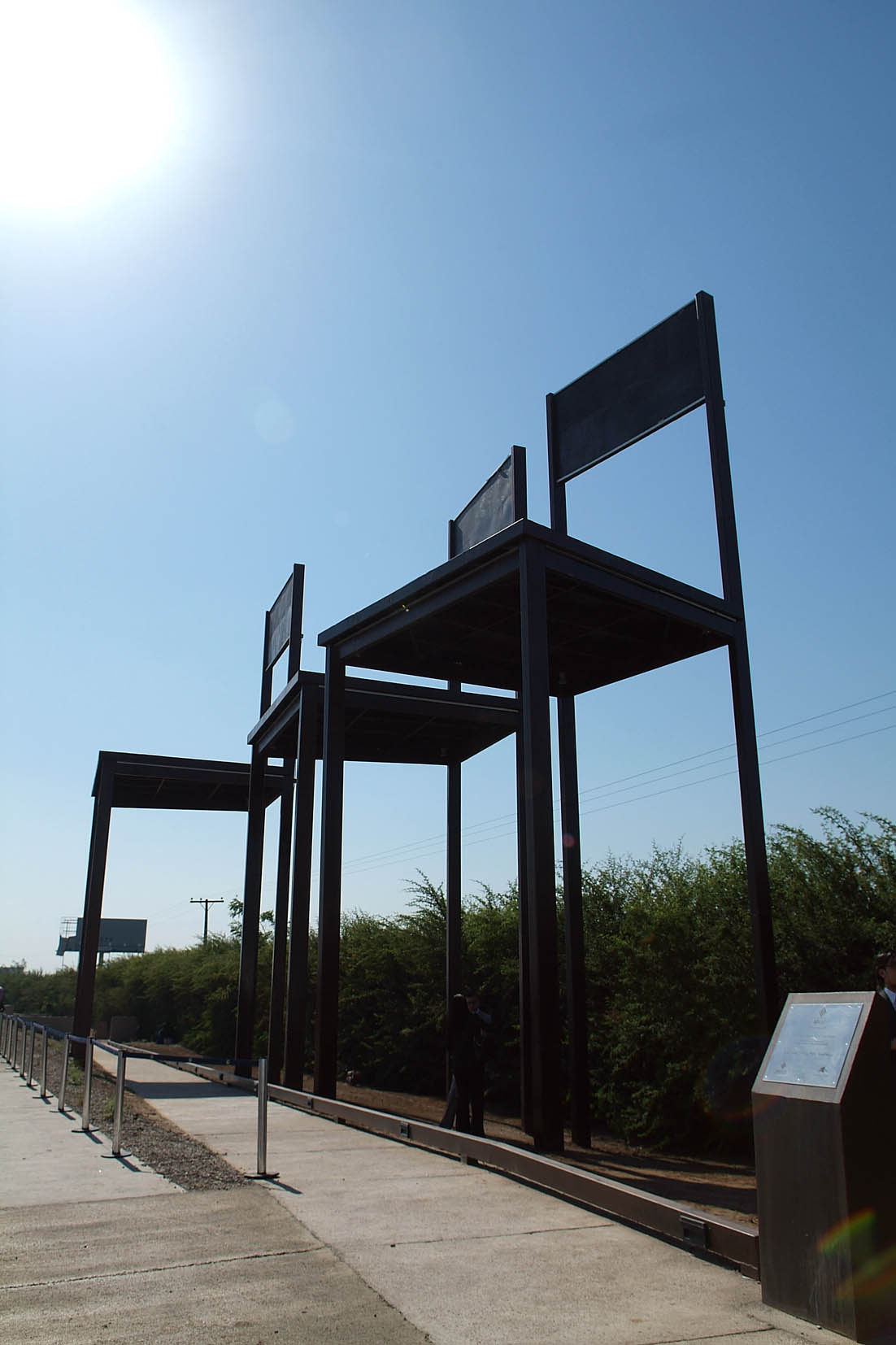
Monument commémoratif du Caso Degollados (meurtre de trois communistes en 1985), dénommé Un lugar para la memoria, un Lieu pour la mémoire, construit à proximité de l'aéroport de Santiago où furent découvertes les dépouilles des victimes. L'affaire provoqua la démission du général César Mendoza, chef des carabineros du Chili et membre de la junte depuis le coup d'État.

Les partisans de l'Unidad Popular, du MIR et du Parti communiste ont été décimés sur le territoire national ou ont été contraints à l'exil (Carlos Altamirano, Clodomiro Almeyda, Ricardo Nuñez, Jorge Arrate…). 
Selon les estimations ultérieures du rapport Rettig (1990) et du rapport Valech (2004), 2 279 personnes ont été tuées (chiffre incluant le nombre de 957 disparus), durant le régime dictatorial, par des membres de la DINA et d’autres organismes des Forces Armées, parmi lesquelles Víctor Jara et José Tohá furent les plus célèbres ; plus de 29 000 personnes ont également été torturées (y compris des mineurs de moins de douze ans) et plus de 130 000 personnes arrêtées ou détenues par des organismes du gouvernement. 
Selon une autre estimation, de Fanny Jedlicki, entre deux cent cinquante mille et un million de Chiliens se sont exilés ou ont été expulsés dans divers pays du monde entre 1973 et 1989.
Une nouvelle estimation est établie en 2011, décomptant plus de 3 200 morts et « disparus », autour de 38 000 personnes torturées. Toutefois, seuls 40 % des cas de crimes commis sous la dictature auraient été résolus.
À ce bilan, il faut ajouter l'opération Condor, menée conjointement avec les autres dictatures latino-américaines, contre les exilés. 
La dictature a procédé en particulier à la « disparition » d'opposants. Antonia Garcià Castro donne la définition suivante : « Est considéré comme disparu, l'individu qui, ayant été arrêté par des agents de l'État, est durablement détenu dans le secret, sans que cette arrestation soit reconnue par les autorités impliquées. Tué durant son emprisonnement, sa dépouille est cachée et son décès n'est pas notifié à ses proches. » Pendant les premières années, la dictature nie leur existence. Mais en 1978, on découvre un premier charnier à Lonquén : les corps de 15 hommes disparus depuis octobre 1973 sont ainsi retrouvés. En 2002, il restait 1 198 « disparus ».

Selon Amnesty International, « de très nombreux éléments permettent d’établir que ces « disparus » ont été victimes d’un programme gouvernemental d’élimination des opposants présumés. » Le même texte parle à propos des exactions de la dictature de « crimes contre l’humanité ».

### L'administration militaire
Augusto Pinochet prend la présidence de la Junte Gouvernementale, en sa qualité de commandant en chef de la branche la plus ancienne des Forces armées. Cette charge, qui à l’origine devait être tournante, devient finalement permanente. Le premier gouvernement mis en place se compose alors de 13 militaires sur 15 membres. Le 27 juin 1974, Pinochet est nommé « chef suprême de la Nation », en vertu du décret-loi no 527, charge qui est remplacée par celle de président de la République, le 17 décembre 1974, en vertu du décret-Loi no 806 : Augusto Pinochet s’est ainsi nommé par décret président de la république. Quant à la Junte, elle occupe les fonctions constituante et législative à la place du Congrès national, dissout depuis le 21 septembre 1973. 

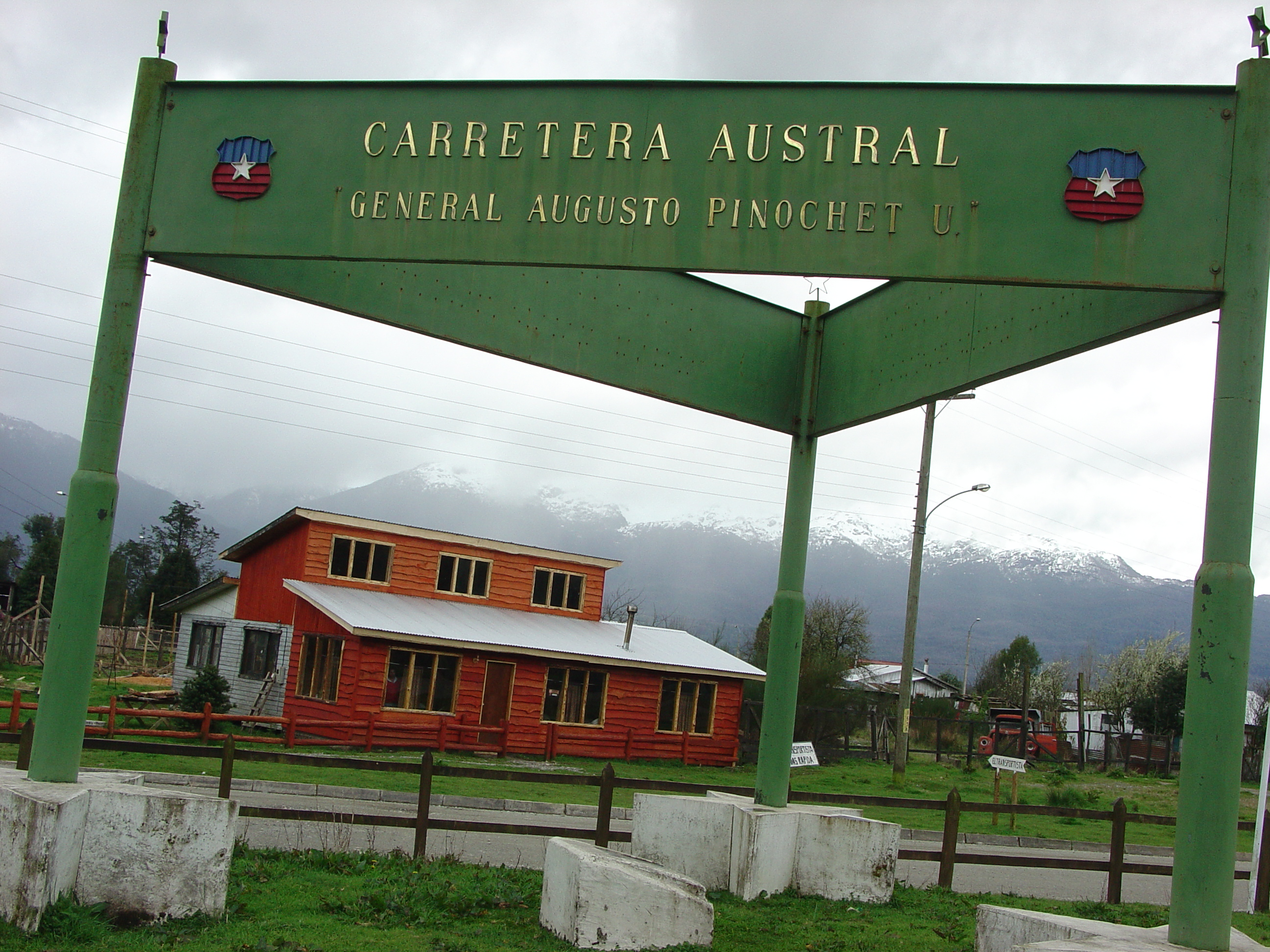
La Carretera Austral General Augusto Pinochet, un projet d'ingénierie publique destiné à désenclaver la Région Aisén del General Carlos Ibáñez del Campo, réalisé par le Cuerpo Militar del Trabajo, une division dépendant du corps de l'armée chilienne

Pour faire fonctionner l'administration civile, la junte recrute au sein du Mouvement grémialista de Jaime Guzmán. Ses membres, les grémios, fournissent alors une bonne part des nouveaux cadres administratifs au gouvernement et à l'administration. Ils se concentrent notamment au sein de trois organismes gouvernementaux. Premièrement, le secrétariat général du gouvernement. Il constitue un véritable ministère à part entière où se trouve l'importante direction des organisations sociales et ses trois secrétariats (à la mère, à la jeunesse et aux corporations). Puis viens la Oficina de Planificación Nacional (ODEPLAN) où se préparent les réformes économiques. Puis enfin le secrétariat à la planification et à la coordination (SERPLAC), concernant les grands travaux comme l'extension des lignes du Métro de Santiago du Chili ou la construction de la Carretera Austral.
Les grémios fournissent aussi une grande partie du personnel municipal des gouvernements locaux ainsi que celui du corps universitaire, notamment ceux d'agronomie, de droit, d'économie et d'ingénierie. Il compteront de nombreux membres ou sympathisants dans les médias, chez les fonctionnaires du gouvernement et dans le patronat. 

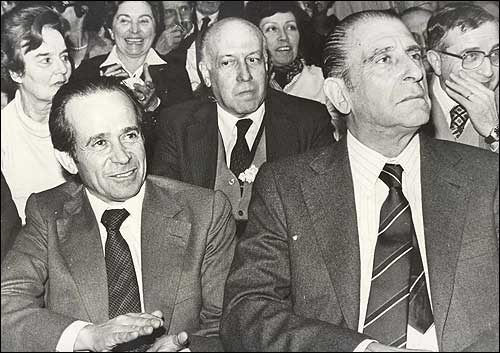
Andrés Zaldívar et Eduardo Frei Montalva au théâtre Caupolicán de Santiago, lors du rassemblement des opposants au projet de constitution chilienne

À leur côté, une partie de l'ancien personnel politique conservateur se recycle à l'instar de Jorge Alessandri et Gabriel González Videla qui rejoignent le nouveau conseil d'État qui étudie en 1978 un avant-projet de Constitution élaboré par les grémios au sein d'une commission présidée par Enrique Ortúzar. À la suite du rapport de ce conseil d'État sur le texte de la commission Ortúzar, la Junte Gouvernementale nomme un groupe de travail qui présente diverses modifications. Finalement, le 10 août 1980, la Junte approuve le projet de nouvelle Constitution, qu’elle décide de soumettre à un plébiscite. 
L’opposition, en occurrence le Parti démocrate-chilien, participe alors à sa première manifestation politique autorisée. Mené par Eduardo Frei Montalva, elle appelle à voter contre le projet de constitution lors de son unique meeting politique au théâtre Caupolicán de Santiago. Néanmoins, le 11 septembre 1980, la nouvelle Constitution Politique de la République du Chili est approuvée par 68,95 % des votes, selon les chiffres officiels, et entre en vigueur le 11 mars 1981. Cependant, en l'absence de registres électoraux, il n'a pas été possible de contrôler la régularité du scrutin.

### Les relations internes au sein de la junte

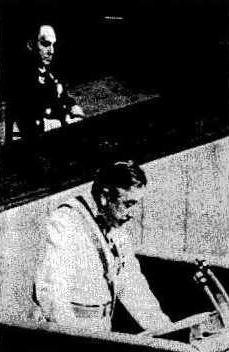
Leigh à l'écoute de Pinochet

Dès le début du coup d'État, la junte tentait de présenter un front uni en dépit des dissensions qui pouvaient exister en son sein, notamment entre Gustavo Leigh et Augusto Pinochet. Le premier avait critiqué le soutien tardif au coup d'État du second et s'opposait à ses prétentions pour s'arroger tout le pouvoir. En décembre 1974, Leigh fut le seul membre de la junte à s'opposer à la désignation de Pinochet comme président de la république. Partisan également d'un gouvernement dirigiste en matière économique, Leigh était hostile à l'économie de marché alors que les autres membres de la junte avaient décidé de s'en remettre sur le sujet aux partisans d'un néo-libéralisme économique. 
La rupture entre Leigh et Pinochet intervint en 1978 quand Leigh s'opposa à la volonté de Pinochet d'organiser un référendum par lequel ce dernier voulait demander aux chiliens de rejeter la condamnation par l'ONU des violations des droits de l'homme au Chili. Poursuivant ses critiques, Leigh accorda le 18 juillet 1978 une entrevue à un journal italien, le Corriere della Sera, dans lequel notamment il condamna l'assassinat d'Orlando Letelier aux États-Unis et réclama le rétablissement à court terme du régime civil avec la légalisation des partis politiques, une nouvelle constitution et des élections libres. Le 24 juillet 1978, à l'unanimité des autres membres de la junte, Leigh fut relevé de ses fonctions de chef de l'armée de l'air et démis de sa position au sein de la junte. Il fut alors remplacé par le général Fernando Matthei (en). Le départ de Leigh s'accompagna de celui de la quasi-totalité du haut commandement de l'armée de l'air chilienne.

### Relations internationales
La dictature militaire s'attendait à recevoir les félicitations des gouvernements occidentaux pour avoir renversé un « gouvernement marxiste »[réf. nécessaire], mais son acte fut globalement accueilli avec stupéfaction provoquant la condamnation de la plupart des pays de la communauté internationale, s'exprimant sur le sujet, à l'exception du secrétaire d'état américain Henry Kissinger[réf. nécessaire]. Il eut aussi pour conséquence d'élever l'ancien président Salvador Allende au statut de martyr. Le nouveau régime est marqué par les violences des militaires, les multiples exactions, et la systématisation de la torture, et plus généralement les persécutions politiques : les partisans d'Allende avaient été déclarés « ennemis de l'État » et étaient brutalement pourchassés. Les exilés dénoncèrent la répression et en appelèrent à une solidarité internationale avec le peuple chilien. 

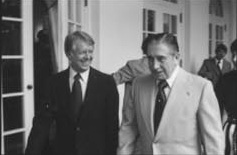
Jimmy Carter reçoit le général Pinochet à la Maison-Blanche en 1977.

En conséquence, dès le début, le gouvernement de la junte paraît internationalement isolé : les violations des droits de l'homme attirent les condamnations internationales ; l'ONU vote plusieurs résolutions dénonçant « la destruction des institutions démocratiques et des garanties constitutionnelles dont jouissait auparavant le peuple chilien », « la pratique institutionnalisée de la torture », « les violations constantes et flagrantes des droits de l'homme fondamentaux et des libertés fondamentales », les « traitements cruels, inhumains ou dégradants ». La dictature interdisait la venue sur le sol chilien d'émissaires de l'ONU. Cependant, le général Pinochet est reçu à l'étranger, non seulement dans les pays de la région mais aussi aux États-Unis d'Amérique, notamment à la Maison-Blanche en 1977 où il s'entretient avec le président Jimmy Carter ou encore en Bolivie en 1988 pour y rencontrer Víctor Paz Estenssoro.

#### Relations bilatérales

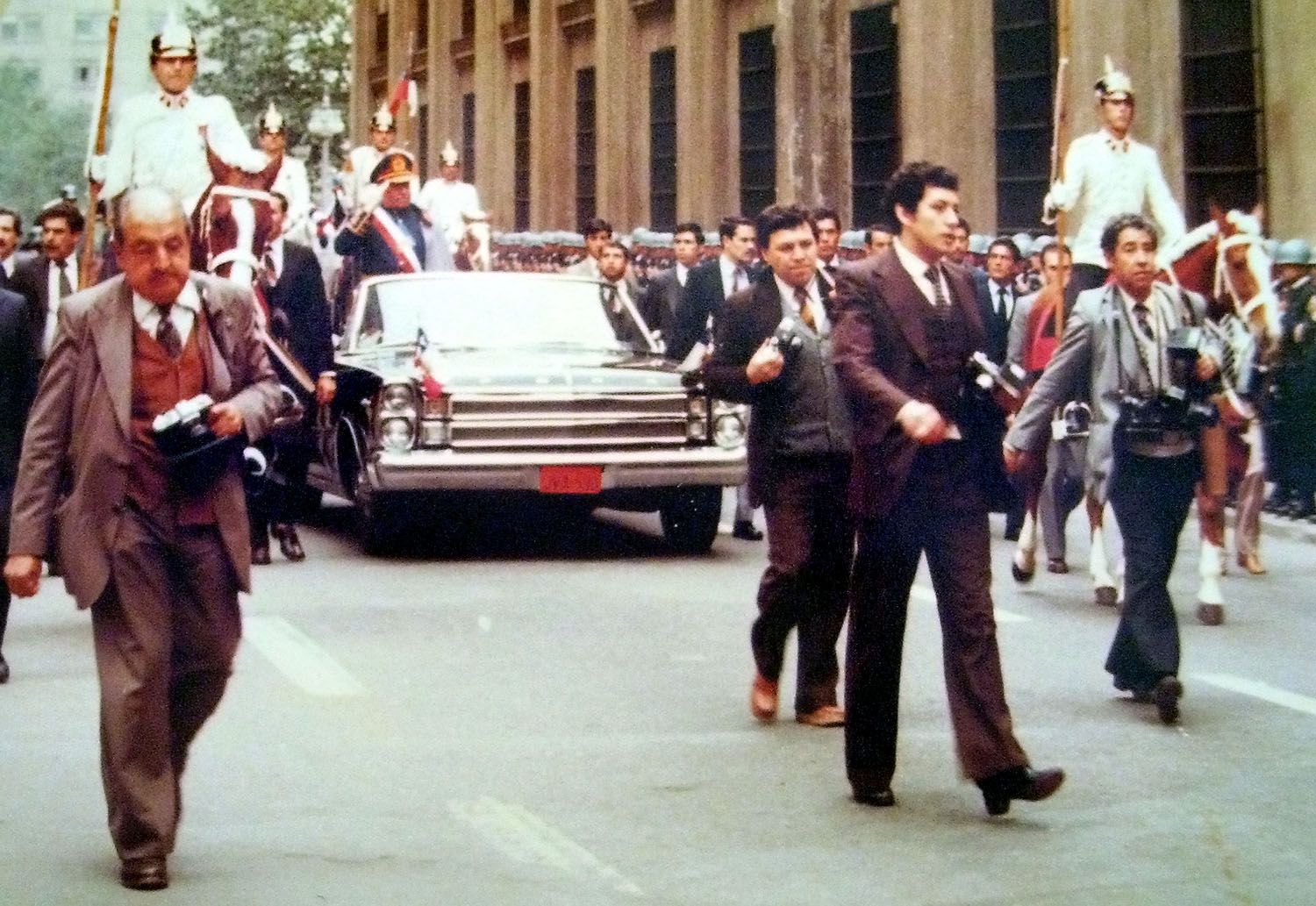
Défilé de l'anniversaire du coup d'État, le 11 septembre 1982

Si la junte décide de rompre les relations diplomatiques avec Cuba (celles-ci avaient été établies sous le gouvernement précédent) puis avec le Cambodge (1974), plusieurs pays, essentiellement à gouvernements communistes, prennent l'initiative de rompre leurs relations diplomatiques avec le Chili : l'URSS, la Corée du Nord, le Nord-Vietnam, la république démocratique allemande, la Pologne, la Tchécoslovaquie, la Hongrie, la Bulgarie et la Yougoslavie. Quelques régimes communistes maintiennent cependant leurs relations diplomatiques comme la Roumanie et la république populaire de Chine. À l'opposé, la Corée du Sud, en octobre 1973, et le Sud-Vietnam en mars 1974, ouvrirent des représentations diplomatiques à Santiago. Les relations avec les États-Unis s'enveniment après l'attentat contre Orlando Letelier en 1976 en plein Washington DC. Les États-Unis interdisent alors l'exportation d'armes vers le Chili par l'amendement Kennedy, qui deviendra l'International Security Assistance and Arms Export Control Act en 1976. Après la prise de fonction de Jimmy Carter, si les relations commerciales sont maintenues et que celui-ci reçoit Pinochet à la Maison-Blanche (septembre 1977), les États-Unis mettent un terme aux avantages financiers dont bénéficie le Chili. En 1980, ce dernier est exclu des manœuvres navales conjointes de l'UNITAS, qui regroupe les forces navales de pays américains sous l'égide des États-Unis, pour ses violations des droits de l'homme. Toutefois, Washington livre finalement 16 F-5 de Northrop au Chili, mais sans leur armement. De leur côté, l'Allemagne, l'Autriche et le Royaume-Uni, fournisseurs d'arme habituels des forces armées chiliennes, maintiennent leurs ventes d'armes au Chili.
Avec les pays limitrophes, essentiellement des régimes dictatoriaux, et en dépit des liens tissés par le plan Condor, les relations sont médiocres, voire conflictuelles. L’approche de la célébration du centenaire de la guerre du Pacifique produit l’effervescence en Bolivie et au Pérou, pays avec lequel le Chili connait des incidents diplomatiques en 1974. Les tentatives d’octroyer un accès à la mer à la Bolivie sont mises à mal par le veto du Pérou à l’Accord de Charaña ; ce qui amène le général péruvien Juan Velasco Alvarado à mobiliser la 18e division blindée de l’Armée du Pérou, au sud, près de la frontière chilienne. Quelques jours plus tard, le général Francisco Morales Bermúdez Cerruti renverse le général Velasco, démobilise la 18e division blindée — qui retourne alors dans ses quartiers — permettant à la situation de redevenir normale à la frontière, mais il maintient le veto à l’accord de Charaña. Hugo Banzer, le général bolivien, rompt alors ses relations diplomatiques avec le Chili.
En 1978, le Chili et l'Argentine évitent un conflit militaire pour le contrôle des îles du canal de Beagle (Conflit du Beagle), grâce à la médiation du Pape Jean-Paul II. Mais durant la guerre des Malouines entre l'Argentine et le Royaume-Uni, 4 ans plus tard, Pinochet prend ouvertement parti pour la Grande-Bretagne, lui apportant une aide logistique contre ses voisins immédiats. Le conflit entre le Chili et l'Argentine concernant la souveraineté des îles du canal de Beagle est finalement réglé par le « traité de Paix et d’Amitié », signé le 29 novembre 1984. 
Le régime chilien adopte une position assez ambiguë concernant les questions controversées du Moyen-Orient, lui permettant d'entretenir d'étroites relations avec Israël tout en préservant ses liens avec les pays arabes. Alors que l’administration Carter prend certaines distances avec la dictature, Israël devient à la fin des années 1970 son principal fournisseur d’armes. Israël lui fournit des « équipements testés au combat » et forme des équipes de la DINA, la police politique chilienne. Le Chili apporte peu à peu un soutien plus marqué à Israël, dénonçant le « terrorisme palestinien » et les médias qui, selon lui, donneraient une image tronquée des colonies israéliennes. 
L'élection de Jean-Paul II comme pape au début des années 1980 marque, en Amérique latine, le reflux de la théologie de la libération, condamnée à deux reprises, en 1984 et 1986, par la Congrégation pour la doctrine de la foi dirigée par le cardinal Ratzinger (futur Benoît XVI). Jean-Paul II vient au Chili en 1987 où il rencontre le général Pinochet et lui rappelle que « le peuple a le droit de jouir de ses libertés fondamentales, même s’il commet des erreurs dans l’exercice de celles-ci ». Angelo Sodano, qui devient le « bras droit » du Pape en 1990 et le secrétaire d'État de la Curie romaine (équivalent du poste de chef de gouvernement) est nonce apostolique au Chili (en) de 1977 à 1988.

### Politique économique

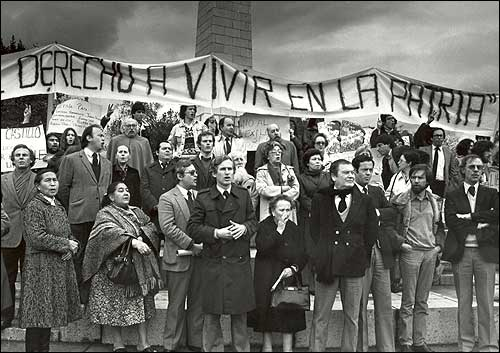
Protestation pacifique en 1985

Quelques semaines après le coup d’État, le régime militaire brésilien d'Emílio Garrastazu Médici accorde d'importants prêts à la Banque centrale chilienne pour aider le nouveau régime à développer les exportations. Pour l’Encyclopædia Britannica, Augusto Pinochet, « après avoir imposé des réajustements difficiles et commis sa part d'erreur, [...] avait lancé le pays sur un cours régulier de croissance économique qui en fit un modèle admiré en Amérique latine, qui continua même après que la dictature eut confié le pouvoir (mais pas le contrôle des forces armées) à un chrétien-démocrate élu en 1990. Le modèle chilien était basé en tout état de cause, sur l'application de politiques néolibérales [...] qui à un degré ou à un autre furent ultimement adoptées par tous les pays, y compris (dans certaines limites) par la dictature communiste survivante de Cuba. ». L'expérience économique chilienne est parfois perçue comme un succès, ses défenseurs parlent de « miracle chilien ».
À partir de 1973-1975, pour relancer l'économie chilienne, la junte avait fait appel aux Chicago Boys, des économistes chiliens formés en bonne part aux idées de l'école de Chicago de Milton Friedman. Durant les premières années, l'inflation est très élevée (375 % en 1974 ; l'inflation était déjà de cet ordre avant le coup), puis est relativement maîtrisée et les industries sont re-privatisées (à l'exception des mines de cuivre). On assiste à un fort accroissement du chômage, qui passe de 4,8 % en 1973 à 31 % en 1983, et une récession. Les salaires réels baissent très fortement et les inégalités s’accroissent significativement. Dans le même temps, la part du budget de la défense passe de 10 % en 1973 à 32 % en 1986 et la dette explose, passant de 5,6 milliards de dollars en 1977 à 15,6 milliards en 1981.
Pendant cinq ans, la croissance atteint 8 % par an[réf. nécessaire] alors que le taux d'analphabétisme régresse et que l'espérance de vie passe de 63,6 ans en 1975 à 74,4 ans en 1990[source insuffisante] bien que la mortalité infantile ait fortement augmenté durant les premières années du régime et que la malnutrition affecte la moitié des enfants chiliens.
En 1981, les premiers symptômes d’une nouvelle crise économique commencent à se faire sentir dans le pays. La balance des paiements atteignit un déficit de 20 % en 1981 et les cours du cuivre chutèrent rapidement. Les banques étrangères cessèrent d’investir, tandis que le gouvernement déclara que tout cela faisait partie de la récession économique mondiale. La banque nationale et les entreprises chiliennes avaient approuvé plusieurs emprunts durant cette période, basés sur la prémisse d’un taux de change fixe d’un dollar américain pour 39 pesos chiliens.
La situation ne put se maintenir obligeant l'État à infléchir sa politique économique et à se monter plus dirigiste,. En juin 1982, le peso fut dévalué et on mit fin à la politique de cours du change fixe. Les emprunts atteignirent alors des intérêts exorbitants et de nombreuses banques et entreprises firent faillite. Le chômage s’éleva à 28,5 % et le gouvernement ne trouva aucune formule pour contrôler la situation. L’inflation atteignit 20 % et le PNB chuta de 14,3 % en 1982. Il s'agit de la pire récession au Chili depuis les années 1930. Les coupes drastiques dans les budgets sociaux et le programme de privatisations massives provoquent une hausse importante des inégalités. De nombreux employés du secteur public perdent leur emploi.
Face à cette situation les premières protestations, pacifiques mais interdites par la dictature, commencèrent à apparaître. Elles furent violemment réprimées par les carabiniers et par l’armée. Le gouvernement déclara l’état de siège, et le moment fut mis à profit par diverses organisations, comme le Front Patriotique Manuel Rodríguez, qui décida de mettre sur pied l’« Operación Retorno » (opération Retour), nom donné à la tentative de mettre fin au Régime par la voie armée[réf. nécessaire].
En 1980, la dictature militaire privatise le système de retraites. Elle favorise également l’enseignement privé au détriment du secteur public. En 1981, le régime réforme le système universitaire et élimine l’éducation supérieure gratuite. En mars 1990, peu avant son départ, Augusto Pinochet promulgue la Loi organique constitutionnelle de l’enseignement (LOCE), qui réduit encore le rôle de l’État dans l’éducation et octroie de nouvelles prérogatives au secteur privé. Alors que les écoles privées étaient rares en 1973, elles reçoivent à l'issue de la dictature quelque 60 % des élèves dans le primaire et le secondaire. L’État se désengage en grande partie du financement des universités, lesquelles se financent alors à 75 % par le biais des frais universitaires versés par les étudiants, rendant difficile l'accès aux études pour les personnes issues des milieux modestes.
À partir de 1985, le ministre des Finances, Hernán Büchi, allait arriver à produire le « Second Miracle », grâce à une embellie du prix du cuivre. Il met en œuvre un profond processus de privatisations d’entreprises publiques — LAN Chile, ENTEL (entreprise nationale de télécommunications), CTC (télécommunications), CAP (sidérurgie), etc — et la réimplantation du modèle néolibéral (remplacé par le keynésianisme[réf. nécessaire] durant les années les plus dures de la crise). La réduction des dépenses sociales allait augmenter le fossé entre les riches et les pauvres, faisant du Chili un des pays ayant la plus grande inégalité de revenus, et les pensions de retraite allaient se réduire à des limites minimales, entre autres effets. D’autre part, la région du Chili central fut secouée par le tremblement de terre du 3 mars 1985, provoquant de graves dommages aux structures des immeubles de Santagio, Valparaíso et San Antonio. À partir de 1987, le pays repart pour 12 années de croissance économique ininterrompue (le second miracle chilien) mais les manifestations (les « protestas ») se poursuivent pour réclamer le retour à la démocratie.
Le second boom économique s'accéléra à partir de 1989 et caractérisa le Chili durant toute la décennie 1990 sous les mandats de Patricio Aylwin et de son successeur. Les résultats économiques furent meilleurs après le retour de la démocratie.
Si les classes aisées ont bénéficié de l'expansion économique, ce fut moins le cas des classes populaires. Ainsi, entre 1974 et 1989, les revenus des 10 % des ménages chiliens les plus riches ont augmenté 28 fois plus vite que les 10 % des ménages chiliens les plus pauvres. À la fin de la dictature, en 1990, la pauvreté touche 39 % des chiliens. Ce chiffre sera réduit de moitié durant les 13 années suivantes de gouvernement démocratique, mais le pays reste très inégalitaire : « la tranche des 20 % les plus pauvres de la population reçoit seulement 3,3 % des revenus totaux du pays, tandis que celle des 20 % les plus riches en reçoivent 62,6 % ».
L'armée chilienne, qui s'était assurée le monopole de l'exploitation du cuivre, sources de revenus importants pour le pays, conservera ce privilège, à hauteur de 10 %, après le retour de la démocratie.

### 1980-1990
La nouvelle constitution de 1980, entrée en vigueur le 11 mars 1981, inscrivait dans les textes un calendrier pour le retour à une démocratie. En 1983, Sergio Onofre Jarpa, le nouveau ministre de l'intérieur (un conservateur modéré, ancien sénateur du parti national), permit la formation de l’Alliance démocratique (composée de démocrates chrétiens et de socialistes modérés) et le rapprochement avec d'autres partis politiques (officiellement, toute activité politique était suspendue). Grâce à la participation du cardinal Francisco Fresno, des partisans du gouvernement militaire comme le Mouvement de l'union nationale et une partie de l’opposition formulèrent, en août 1985, un « Accord national pour la Transition à la Pleine Démocratie ». Le dit accord, qui demandait notamment le respect des dispositions transitoires de la constitution, fut reçu avec scepticisme par les secteurs de l’extrême-gauche, et par de sérieuses divergences au sein de l'administration militaire.
Le 27 décembre 1986, des militants du Front patriotique Manuel Rodríguez (FPMR) tentèrent d’assassiner le général Pinochet sur le chemin du Cajón del Maipo, tuant cinq membres de son escorte. Pinochet ordonna alors une forte vague de répression qui se termina par la mort de plusieurs membres du FPMR (opération Albanie). Durant cette même période, cinq professeurs communistes furent retrouvés égorgés. Ces crimes furent attribués à des membres du corps de carabiniers, ce qui mena à la démission de la junte du directeur général César Mendoza, remplacé par Rodolfo Stange.

#### Le début des protestations
La Révolution iranienne et la guerre Iran-Irak provoque le deuxième choc pétrolier. On relève les taux d'intérêt. Les nombreuses entreprises ne peuvent plus payer leurs dettes. Les prix des matières premières baissent alors, comme le cuivre (la principale exportation chilienne).
Avec la mise en place de l'économie de marché des Chicago Boys, la récession mondiale frappe durement le Chili. La crise cause la faillite de grandes entreprises. Entre autres raisons, le taux de change dollar Peso (qui est de 1:39), empêche les exportations et favorise l'endettement. 
Les banques ainsi que les entreprises s'endettent. Les sociétés n'ont plus de quoi payer les salariés. Le ministre Sergio de Castro décide de suivre le taux de change fixe, alors que les autres préfèrent dévaluer la monnaie et garder un taux de change flexible suivant le marché.
Pinochet opte pour la dévaluation, révoquant Castro de son ministère. Les effets de cette dévaluation sont désastreux. Presque toutes sociétés deviennent insolvables. Le gouvernement intervient en prenant en charge les dettes privées. Parallèlement, les prix augmentent de 20 %, provoquant les premières grèves et protestations massives contre le régime. Les premières sont pacifiques, mais la junte opposant la sourde oreille, les violences apparaissent. En réaction, Pinochet envoie l'armée, plutôt que les traditionnels carabineros, pour réprimer les manifestations, provoquant des morts. 
En 1982, le P.I.B. baisse de 14 % et l'inflation se maintient à 21 %, les indemnités de départ ou de licenciement à 26 % et les réserves internationales diminuent à 1 200 millions de dollars.

#### Le Référendum chilien de 1988

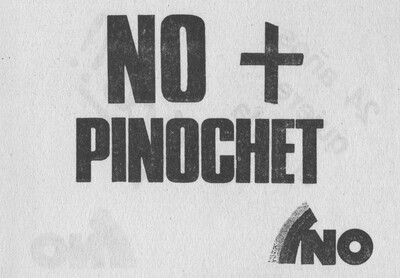
Bulletin pour le « non » à Pinochet.

Les articles 27 à 29 de la constitution chilienne de 1980 prévoyaient une période transitoire qui avait commencé le 11 mars 1981 pour se terminer à la fin du mandat présidentiel de Pinochet soit le 11 mars 1989. Elle prévoyait qu'au moins 90 jours avant la fin du mandat présidentiel en cours, les commandants en chef des forces armées, le directeur général des carabiniers ou, en l'absence d'unanimité, le conseil de sécurité nationale comprenant le contrôleur général de la république, devaient désigner celui qui occuperait la fonction du chef de l'État pour le mandat suivant de 8 ans, dont la ratification devait être validée par un référendum plébiscitaire auprès de la population chilienne. 
Si la désignation du candidat était validée au cours du référendum, celui-ci entrerait en fonction à la date prévue du 11 mars 1989 ainsi que les dispositions permanentes de la Constitution. Dans les 9 mois, des élections législatives devaient désigner des députés et des sénateurs auxquels seraient transférés, trois mois plus tard, la totalité des pouvoirs législatifs détenus jusque-là par la junte de gouvernement.
Si la désignation du candidat n'était pas validée par référendum, le mandat présidentiel du titulaire devait être prorogé d'une année jusqu'au 11 mars 1990 tout comme les pouvoirs législatifs de la junte. Durant cette période, des élections législatives et présidentielles devaient être organisées, au moins 90 jours avant la fin du mandat prorogé. 
En vertu des dispositions législatives prises par le gouvernement, comme la loi no 18 603 du 23 mars 1987, les principales libertés publiques (droit de réunion des partis politiques, à l'exception du Parti communiste, et des syndicats, semi-abrogation de la censure) sont alors rétablies et les registres électoraux sont rouverts pour tous les citoyens chiliens, hommes et femmes ainsi que pour les résidents étrangers, âgés de plus de 18 ans. 
Estimant son bilan économique globalement positif, le général Pinochet est désigné comme candidat à sa succession, soutenu principalement par l'Union démocrate indépendante de Jaime Guzmán et dans une moindre mesure par des partisans de Rénovation nationale. 
Les opposants à Pinochet se regroupent dans la Concertación de Partidos por el No (qui devint par la suite Concertation des partis pour la démocratie), regroupant 16 partis politiques dont le Parti démocrate-chrétien du Chili, le parti pour la démocratie, le parti humaniste du Chili, le parti radical du Chili, le parti radical-socialiste du Chili, le parti social-démocrate derrière le démocrate-chrétien Patricio Aylwin
La campagne référendaire commença le 5 septembre 1988 à 23 h 0. Pour la première fois, elle a également lieu à la télévision par le biais de spots de campagnes de 15 minutes chacune. La supériorité de la campagne du No apparaît alors non seulement au niveau des campagnes publicitaires mais aussi au niveau des slogans, de l'affichage (un arc en ciel symbole de pluralisme) et de l'argumentaire positif et rassurant, axé sur un avenir meilleur, et non sur le passé. Les partisans de Pinochet tentent de faire un repoussoir le souvenir des années de gouvernement de l'Unidad Popular alors que l'image de Pinochet est retravaillée par ses conseillers pour le présenter en grand-père paternaliste. 
Sur le plan médiatique, les partisans de Pinochet disposent d'avantages considérables. Si plusieurs petites publications de gauche circulent légalement, la grande presse reste acquise au régime. À la télévision, ces spots électoraux sont le seul espace de pluralisme. Une partie de la gauche ne croit pas que le régime reconnaitra sa défaite et refuse de soutenir la campagne du No, estimant que le scrutin ne ferait que donner une légitimité au régime. Gonzalo Martner, qui deviendra président du parti socialiste dans les années 2000, se souviendra : « Bien sûr nous avons été critiqués par la gauche radicale qui nous disait que nous n'allions faire que légitimer le régime, que nous étions dans l'illusion de penser que nous pourrions gagner ce plébiscite et déclencher un processus de retour à la démocratie. Vous savez, en politique, en général, et dans la lutte contre une dictature en particulier, il n'y a rien de donné à l'avance, donc cette gauche radicale aurait pu avoir raison. » 

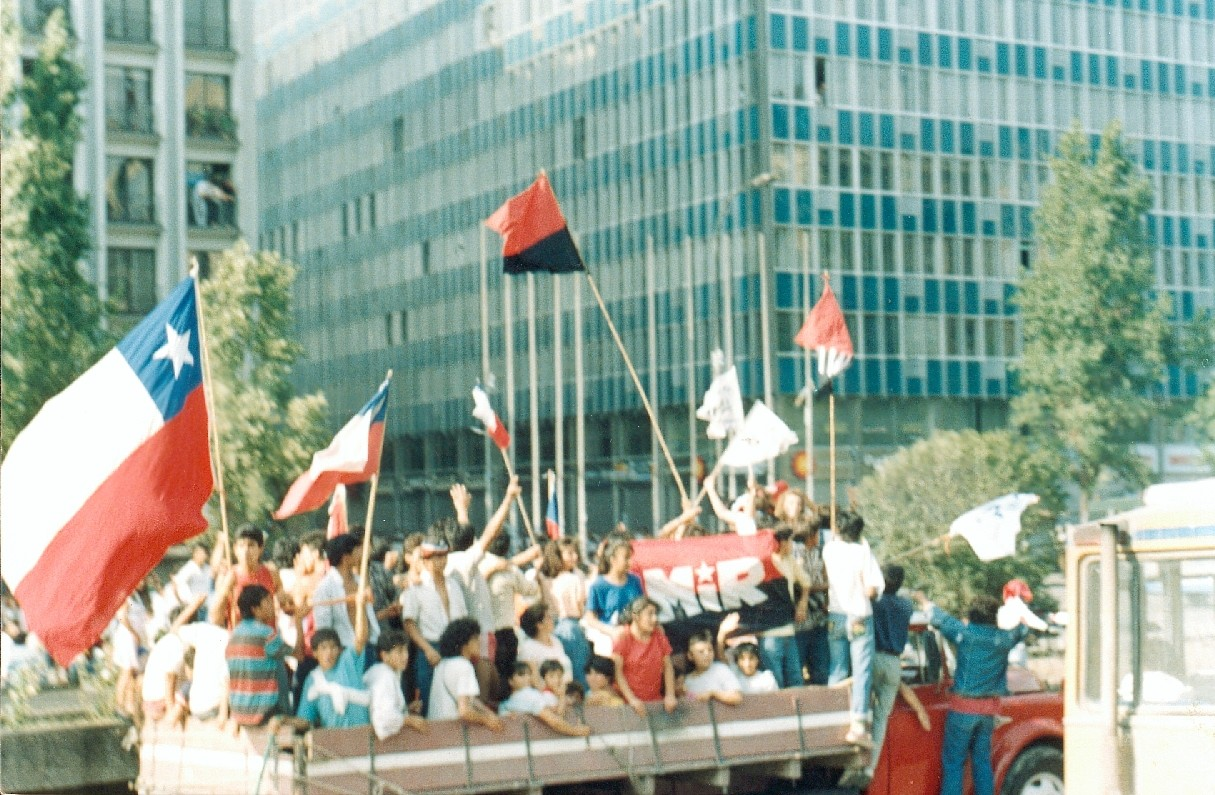
Manifestants célébrant la victoire du « non » sur l'avenue Libertador Bernardo O'Higgins, à Santiago du Chili

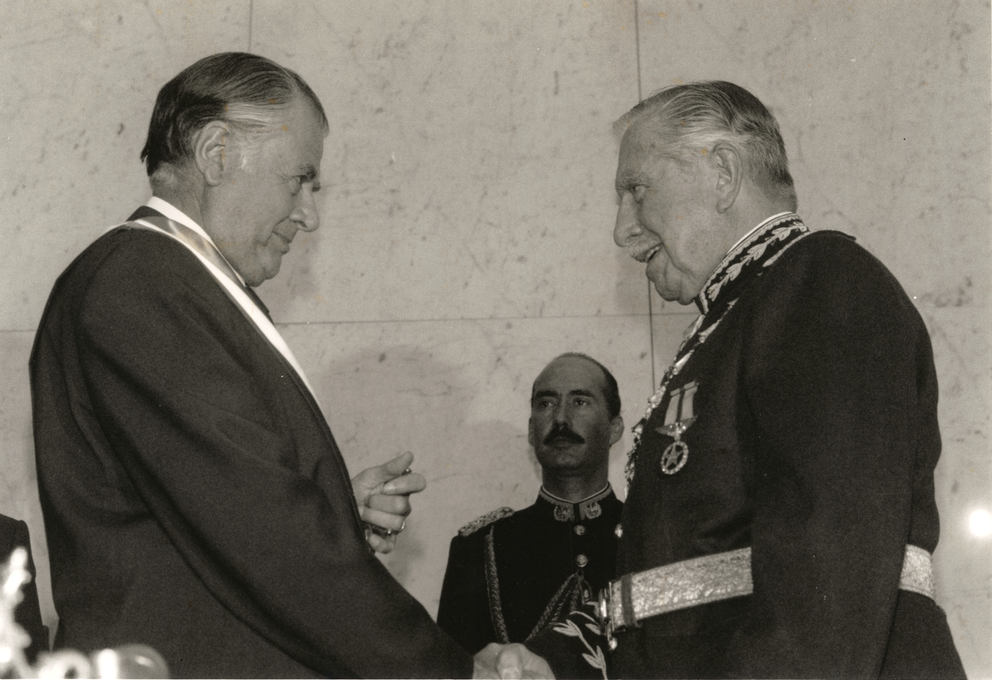
Cérémonie de passation de pouvoirs entre le général Pinochet et Patricio Aylwin le 11 mars 1990 au parlement réuni à Valparaiso

Le 5 octobre, 7 435 913 électeurs sont attendus aux urnes. Les exilés sont aussi autorisés à rentrer au pays ce que fait notamment la famille de Salvador Allende. Les élections se déroulent calmement. Ce n'est que vers 2 heures au matin du 6 octobre que les résultats sont officiellement publiés accordant 44,01 % des voix aux partisans de Pinochet contre 55,99 % à ses adversaires victorieux.

#### La transition démocratique
La défaite du général Pinochet conduit le pays à une transition démocratique qui s'achève le 11 mars 1990. 
Le général Pinochet nomme un nouveau gouvernement, place des civils comme le journaliste économiste Joaquín Lavín (à la fonction de secrétaire général du gouvernement) à des postes anciennement tenus par des militaires alors que les partis d'opposition se déchirent dans un premier temps sur la conduite à tenir face au général Pinochet, à la constitution mais surtout pour désigner un candidat commun à l'élection présidentielle. 
En un an, alors que le pays est en pleine transition démocratique, le boom économique connaît une accélération inattendue. Le taux de chômage tombe à 6 % de la population active alors que le Chili devient le premier pays exportateur d'Amérique du Sud, le premier client de la CEE et que le taux de son PNB passe en un an de 5,8 % à 10 %. Dans les derniers mois de la dictature, Augusto Pinochet modifie la législation afin d’imposer une interdiction totale de l'avortement.
La constitution est amendée en juillet par référendum pour lui permettre d'entrer pleinement en fonction, mettre un terme aux différentes dispositions transitoires et permettre une transition consensuelle et pacifique. 
En novembre, le gouvernement nomme un nouveau conseil pour la banque centrale où il fait entrer deux hommes de gauche au côté de deux hommes de droite et d'un candidat consensuel, Andres Bianchi, pour la présider. L'armée de terre est remaniée mais les postes les plus importants sont attribués à des proches du général Pinochet.
Le 14 décembre 1989, les électeurs chiliens élisent un nouveau président de la république et un parlement composé de 120 députés et de 83 sénateurs. Contrairement à l'ancienne constitution de 1925, c'est une élection à deux tours afin de permettre au nouveau président d'avoir une réelle assise populaire majoritaire dans le pays pour éviter la répétition de ce qui s'était passé en 1970. Trois candidats s'affrontent : un démocrate-chrétien, Patricio Alwyn soutenu sur un programme de gouvernement par tous les partis du cartel du "no" —à l'exception de l'extrême-gauche et du Parti communiste —, un candidat pinochetiste, Hernán Büchi et un candidat de centre-droite, Francisco Javier Errazuriz Talavera. Sur fonds d'attentat à l'explosif, commis par le front patriotique Manuel Rodriguez, et provoquant un mort, Patricio Aylwyn est élu dès le premier tour avec 57 % des voix contre 29 % à Büchi et 15 % à Talavera ; et au parlement, la coalition démocratique l'emporte largement. À l'assemblée nationale, la coalition pour la démocratie obtient 51,49 % des voix (dominé par les 25,99 % du parti démocrate-chrétien et les 11,45 % du Parti pour la démocratie) contre 34,18 % à l'Alliance pour la démocratie et le progrès (ADP), regroupant l'UDI (9,82 %), RN (18,27 %) et les indépendants de droite. Au sénat, la coalition remporte 54,62 % des suffrages (dont 32,18 % pour le PDC et 12,06 % pour le PPD) contre 34,85 % à l'ADP (dont 18,98 % aux indépendants et 5,11 % à l'UDI). 
Patricio Aylwyn entre en fonction le 11 mars 1990 au cours d'une cérémonie de passation de pouvoirs avec le général Pinochet au parlement réuni à Valparaíso. Cette date marque officiellement la fin de la dictature militaire. Lors de la cérémonie, les députés de la Concertation pour la démocratie portent des photos de « disparus » de la dictature. Lorsque Pinochet sort de la salle, il est suivi par des parlementaires socialistes qui, photos de disparus à la main, lui crient : « assassin ! assassin ! ». 
Le général Pinochet demeure alors commandant en chef de l'armée chilienne jusqu'en 1998, avant de devenir sénateur en tant qu'ancien chef de l'État. La mainmise de Pinochet sur l'armée rend la démocratie précaire et ne lui permet pas de juger les anciens responsables de la dictature. En mai 1995, l'ex-chef de la Dina Manuel Contreras et le brigadier Pedro Espinoza, ancien responsable des opérations extérieures, peuvent être condamnés pour l'assassinat de l'ancien ministre Orlando Letelier car le crime a été commis à l'étranger. Contreras, qui affirme que « les vainqueurs n'ont pas de comptes à rendre aux vaincus », se réfugie, « malade », dans un hôpital de la marine chilienne. tandis qu'Espinoza trouve refuge dans une caserne de Santiago. 
Le respect de l'État de droit après 1990 et le maintien des réformes économiques libérales par les gouvernements démocratiques a établi un modèle économique par le président des États-Unis, George W. Bush, qui préconisa en 2001 aux élus du Congrès des États-Unis de prendre exemple sur les réformes de libre marché de Ricardo Lagos. George Bush père précise en 1989 que « l’engagement dans la démocratie n'est qu'un élément dans la nouvelle association que j'envisage pour les nations des Amériques. Elle doit avoir pour visée la garantie que l’économie de marché survive, prospère et prévale ».
Seuls 22 % des disparitions et des exécutions qui ont été recensées officiellement sous la dictature ont connu des suites judiciaires entre 1995 et 2018.

## La dictature dans la culture

### Chanson
- Diego, libre dans sa tête, chanson de Michel Berger, enregistrée successivement par France Gall et Michel Berger. La chanson évoque les dictatures en Amérique du Sud de manière générale comme celles en Argentine, au Chili, en Uruguay durant les années 1970.
- Hexagone, chanson de Renaud sortie en 1975, évoque brièvement et sur un ton dénonciateur le comportement de la France vis-à-vis du nouveau régime dictatorial:  «Un ambassadeur se ramène / Bras ouverts il est accueilli / Le fascisme c'est la gangrène / À Santiago comme à Paris.».

### Cinéma
- Le film Missing du réalisateur franco-grec Costa-Gavras, relate les événements du coup d’État du 11 septembre 1973 à travers le séjour d’un couple d’Américains témoins des prémices de l’événement et du début de la répression orchestrée par la junte.
- Le film La Jeune Fille et la mort du réalisateur Roman Polanski, traite lui d'une rencontre particulière, après la destitution de Pinochet, entre une ex-détenue torturée sous le régime et un de ses tortionnaires.

#### Multimédias
- Chili, ordre, travail, obéissance, Temps présent, TSR, 15 septembre 1977, 1er prix dans la catégorie reportage international au concours francophone d'information à Aix-en-Provence.